# Between Heaven and Hell (Jane)
Between Heaven and Hell ist das sechste Studioalbum der Krautrock-Band Jane aus Hannover. Es ist das erste mit Manfred Wieczorke anstelle des Gründungsmitglieds Werner Nadolny an den Keyboards. In dieser Besetzung war allerdings schon das Livealbum Live at Home eingespielt worden. Die Gitarrenriffs spiegeln wider, was seinerzeit im Hardrock angesagt war, die Keyboardläufe und die Gesangspassagen sind – wie gehabt – an Pink Floyd orientiert.

## Entstehungsgeschichte
Die großangelegte Tournee ab März 1976 wurde mit dem neuen Keyboarder Manfred Wieczorke, der von der Nachbarband Eloy gekommen war, bestritten. Der Mitschnitt vom „Heimspiel“ in Hannover am 13. August, der im November als Doppel-LP in den Handel kam, wurde ein Verkaufsschlager wie er im Bereich des Krautrocks selten war. Im Februar 1977 verbrachte Jane ein paar Wochen im Delta Acoustic Studio (Falschschreibung auf dem Plattencover) in der schleswig-holsteinischen Gemeinde Wilster, um Between Heaven and Hell einzuspielen. Dabei mussten die Stücke erst noch ausgearbeitet werden, denn eigentlich kam der Termin nur auf Drängen von Metronome/Brain zustande. Die Bemühungen um den angestrebten Standard mündeten in vier unterschiedlich langen Kompositionen.
Nachdem bereits beim Vorgänger Fire, Water, Earth & Air das Kunstkopfverfahren eingesetzt worden war, vertraute man nun der Weiterentwicklung des Studio-Betreibers Manfred Schunke namens 3-D-Stereo-Technik. Dieses 3-D-System sollte einen räumlicheren Klang hervorrufen als es die Quadrophonie vermochte. Keines der drei Verfahren konnte jedoch etabliert werden. Bei Bewertungen der Between Heaven and Hell-LP wird das verwendete Verfahren noch nicht einmal erwähnt, schon eher wird die Wiedergabequalität bemängelt. Auch für die Musiker klafften Versprechung und Endresultat auseinander. Ende März/Anfang April erschien das Album und fand in den ersten drei Monaten 40.000 Käufer. Der ungebrochen florierende Absatz der beiden letzten Veröffentlichungen war maßgeblich daran beteiligt, dass Jane im September 1977 die auf Deutschland bezogene 300.000-Einheiten-Marke knackte, was das Mutterlabel Metronome dazu veranlasste, in Form einer hauseigenen Gold-Auszeichnung („Goldenes Brain Label“) für Publicity zu sorgen – in der Hoffnung auf noch größere zukünftige Umsätze. Eine weitere Maßnahme der Kampagne war die am 21. März zeitgleich gestartete Tour durch Deutschland und die Schweiz.
Repertoire gab am 10. Oktober 1997 die CD heraus, Bonus-Material ist nicht enthalten. Eine neu abgemischte Version erschien am 26. Juni 2009 bei revisitedrec/SPV, und zwar „in der Klangqualität […] die es [das Album] verdient hat“, wie Stephan Schelle befand.

## Titelliste
Alle Kompositionen: Jane.
Seite 1:
1. Between Heaven and Hell – 19:43

Seite 2:
1. Twilight – 8:15
2. Voice in the Wind – 5:12
3. Your Circle – 3:51

## Songinfos
Je einen Gesangspart in Between Heaven and Hell singen Klaus Hess und Martin Hesse. Der eingefügte Kirchenchor stammt aus Czesław Niemens Sakral-Rock-Experiment Bema Pamięci Żałobny – Rapsod. Die lateinische Zeile „iusiurandum patri datum usque ad hanc diem ita servavi“ ist ein verkürztes Zitat des römischen Historikers Cornelius Nepos.
Die Orgel, die Twilight beschließt, wurde in der studionahen Kirche, der Bartholomäus-Kirche in Wilster, aufgenommen. A. Zchenker steuerte dazu ein paar Harfen-Arpeggien bei, die dann noch einmal ganz kurz am Ende der Ballade Voice in the Wind erklingen. Twilight wird von Hesse gesungen, Voice in the Wind von Peter Panka. Das abschließende Your Circle wieder von Hesse.
Die einzelnen Stücke charakterisierte der bereits erwähnte Stephan Schelle: „Der Opener Between Heaven & Hell klingt, dem Titel entsprechend, recht düster und schwermütig. Schon das recht lange Intro, es geht über gut vier Minuten, klingt wie aus einer Zwischenwelt, dann setzen die für Jane typischen Gitarren und Keyboards ein, die stilistisch streckenweise eine gehörige Portion Pink Floyd beinhalten. Jane verbinden diese Stilrichtung aber mit einer sehr schönen Rhythmusarbeit, die den Song im weiteren Verlauf recht rockig werden lassen. Während der kompletten Länge wechseln die Hannoveraner dann erneut den Stil, so dass sich der Song sehr abwechslungsreich darstellt. Im folgenden Twilight geht es sofort recht straight und rockig zu. Der Song glänzt mit treibenden Beats und langen Gitarrensoli. Eine Atempause bietet die folgende Ballade Voice In The Wind, die mit herrlichen Flächen und Harmonielinien aufwartet. Der gradlinige Rocker Your Circle beschließt das Album dann recht kraftvoll. Am Rande sei hier noch bemerkt, dass Jane dieses Stück später umarrangierten und auf ihrem 1982’er Album Germania unter dem Titel Southern Line neu herausbrachten.“

## Artwork
Das Klappcover gestaltete das nur für Jane arbeitende „Peter Peter Team“ unter Verwendung eines Gemäldes von Robert Titze.
Für die Vorderseite wurde ein Dia des Bildes „London“ vom seit 1972 in Hannover ansässigen Künstler Robert Titze an den Hintergrund projiziert und die Gruppenmitglieder nebst einem Knaben mit hochgezogenem Halstuch davor platziert. Das ursprüngliche Bild, das ein Jahr zuvor entstanden war, ist durch die projektionsbedingte Vergrößerung, das erneute Abfotografieren und die schattige Umgebung leicht schummrig. Undeutlicher, weil im Halbdunkel gelegen, ist die Körperhaltung der Musiker wahrzunehmen, die – das Kind als Maßstab genommen – offensichtlich in der Hocke sind. Das Kind steht links am Rand, etwas hinter der Band. Sein Tuch kann eine Räuber-Vermummung, ein Knebel oder der Staubschutz eines Cowboys sein. Für Letzteres spricht der aufgesetzte Krempenhut. Das Bild des sich im gleichen Alter wie die Musiker befindenden, aber nicht befreundeten, Künstlers wurde über eine Agentur ausgewählt. Die düstere, melodramatische Ausstrahlung passte gut zur musikalischen Stimmung der LP.
Die Darstellung ist auf der Rückseite besser zu erkennen, da die Projektion ohne Personen und aus kürzerer Entfernung aufgenommen wurde. Es handelt sich um eine Küstenszene bei Sonnenuntergang, die surreale Züge trägt. Boote und Kapellen sind beispielsweise realistisch abgebildet, während Tiere und Menschen wie Fantasiegestalten aussehen. Insbesondere sind zwei Säulen symbolbehaftet: Eine Säule ist ein überdimensionaler aufrecht stehender Bleistift, die andere ein ebenfalls aufgerichteter riesiger Pinsel, was auf die angewendete Mischtechnik hinweist.
Auf der Innenseite sind um das Foto eines Orchideengebindes herum die Liedfolge, ein Songtext-Auszug und die Credits abgedruckt. Die über der Titelliste schwebende kleine Ikarus-Zeichnung hätte 2011 – erheblich vergrößert – als Covermotiv für die Kompilation The Best of Jane, die wegen eines Rechtsstreites nicht erscheinen durfte, dienen sollen. Eine geflügelte Figur klettert auch auf der Bleistiftturmspitze des Titze-Bildes empor, und eine Fee ziert die Plattenhülle des Nachfolgealbums Age of Madness.

## Rezeption
Günter Ehnert gibt in seinem 1978 verfassten Deutschrock-Lexikon einen Einblick in die zeitnahen Rezensionen: „Im Februar 1977 war Jane wieder im Studio zu finden, um, so stellte sich später heraus, 'ein bedrohlich-mystisches Klangbild mit Gitarrenriffs im Black-Sabbath-Stil' zu produzieren, 'das aber gefällt' (MUSIK EXPRESS), während SOUNDS das 'eintönige und leicht größenwahnsinnige Getue' rundweg ablehnte. Die unterschiedliche Resonanz lag sicherlich auch am Image der Band, denn 'Jane ist wie ihre Musik: Between Heaven und Hell' (Selbstdarstellung)“.
In einer Leserkritik kurz nach Erscheinen heißt es: „Nicht nur, daß die Stücke anders sind, sondern […] Stereofreunde werden diese LP als ein Erlebnis empfinden. […] Bassist Martin Hesse singt mir ein bißchen zu gefühllos, vor allem, wo Klaus Hess und Manfred Wieczorke […] ein Übermaß an Feeling und Drive hinlegen. Fazit: Janes beste LP.“
Schelle resümierte 2009: „Between Heaven and Hell gehört ohne Zweifel zu den besten Alben der Band.“
In seiner überschwänglichen Rezension aus demselben Anlass, dem Erscheinen der remasterten Neuausgabe, schrieb Markus Kerren auf rocktimes.de, das Album sei „ein wahrer Klassiker der deutschen Rock-Musik“.